# Federación Mozambiqueña de Fútbol
La Federación Mozambiqueña de Fútbol (en portugués: Federação Moçambicana de Futebol; abreviado FMF) es el organismo rector del fútbol en Mozambique. Fue fundada en 1976, desde 1980 es miembro de la FIFA y desde 1978 de la CAF. Organiza el campeonato de Liga y de Copa, así como los partidos de la selección nacional en sus distintas categorías.